# Joana Ortega
Joana Ortega Alemany (Barcelona, 13 de noviembre de 1959) es una política española. Fue vicepresidenta de la Generalidad de Cataluña y consejera de Gobernación y Relaciones Institucionales.También fue diputada del Parlamento de Cataluña entre 2006 y 2015.
Inhabilitada para cargo público desde 2017, fue condenada por desobediencia al Tribunal Constitucional y prevaricación como consecuencia de la consulta del 9-N.

## Biografía
Su carrera política se inició en el Ayuntamiento de Barcelona siendo consejera técnica del distrito de Las Cortes (1992-1995), regidora ejecutiva del distrito del Ensanche (1995-1999) y regidora del consistorio barcelonés (1996-2007). A nivel municipal ha sido miembro del Consejo de Administración de Barcelona Activa (1996-2003) y de la Instituto de Cultura de Barcelona (1999-2003).
Durante los mandatos de Jordi Pujol como presidente de la Generalidad, fue presidenta del Instituto Catalán de la Mujer (2002) y del Consejo Nacional de Mujeres de Cataluña (2002).
Es miembro del equipo directivo de Tribuna Barcelona. Ha sido tertuliana del programa
"Bon dia, Catalunya", de TV3 (2000-2002), en COM Ràdio (desde el 1999) y de Radio Intereconomía. Es articulista mensual en El Mundo.
Militante de Unión Democrática de Cataluña (UDC) desde el 1985, es miembro del Comité de Gobierno de UDC desde el 1996. También es miembro de la Permanente de UDC y del Comité Ejecutivo Nacional de la Federación (*CENF) de Convergencia y Unión (CiU), de Unión de Mujeres, de Unión de Trabajadores y de Unión de Regidores. Ha sido portavoz de CiU en la Mancomunidad de Municipios y al Área Metropolitana de Barcelona (1999-2003). El 2006, entró en el Parlamento de Cataluña siendo escogida diputada por la circunscripción de Barcelona. El 2010 se volvió a presentar como número dos de la lista de CiU encabezada por Artur Mas.
Con la toma de posesión de Artur Mas como presidente de la Generalidad, este la nombró vicepresidenta del Gobierno de la Generalidad, siendo la primera mujer en acceder al cargo y titular del Departamento de Gobernación y Relaciones Institucionales. Tomó posesión el 29 de diciembre de 2010.
Se convirtió en la primera mujer en asumir las funciones de presidenta de la Generalidad, el 27 de enero de 2011, durante cerca de una hora, debido al viaje del presidente Artur Mas a Perpiñán.
En marzo de 2011 fue noticia por una falsedad en su currículum publicado en la web de la Generalidad de Cataluña, donde se afirmaba que era licenciada en Psicología cuando en realidad le quedan dos asignaturas por aprobar. Ortega pidió disculpas a través de su blog, alegando que se trataba de un error de transcripción y negando que quisiera atribuirse méritos ajenos. Sin embargo, esta información errónea constaba en diversas biografías publicadas en webs de la Generalidad y de su partido, así como en su propio blog, donde afirmaba, en primera persona, que era licenciada en Psicología.

## Condena de inhabilitación
El 13 de marzo de 2017 el Tribunal Superior de Justicia de Cataluña (TSJC) la condenó, por unanimidad, a dos años de inhabilitación especial para empleo o cargo público y multa por importe de 36.500 euros como autor penalmente responsable de un delito de desobediencia cometido por autoridad o funcionario público, recogido en el artículo 410 del Código Penal, en concreto, por la llamada Consulta del 9-N. La pena de inhabilitación conlleva la prohibición de ejercer como cargo público local, autonómico o estatal durante el período de condena impuesto.

## Cargos desempeñados
- Concejal del Ayuntamiento de Barcelona (1996-2007).
- Presidenta del Instituto Catalán de la Mujer (2002-2003).
- Diputada por Barcelona en el Parlamento de Cataluña (Desde 2006).
- Vicepresidenta de la Generalidad de Cataluña (2010-2015)
- Consejera de Gobernación y Relaciones Institucionales de la Generalidad de Cataluña (2010-2015)
- Secretaria de la 'Associació Catalana de Municipis' (2015-actualidad)